# Глотовское сельское поселение (Орловская область)
Глотовское се́льское поселе́ние — муниципальное образование в Знаменском районе Орловской области Российской Федерации.
Административный центр — село Гнездилово.

## История
Статус и границы сельского поселения установлены Законом Орловской области от 12 августа 2004 года N 418-ОЗ «О статусе, границах и административных центрах муниципальных образований на территории Знаменского района Орловской области».

## Население
| 2010 | 2012 | 2013 | 2014 | 2015 | 2016 | 2017 |
| ---- | ---- | ---- | ---- | ---- | ---- | ---- |
| 485  | ↘448 | ↘419 | ↘396 | ↘387 | ↘378 | ↘365 |
| 2018 | 2019 | 2020 | 2021 | 2023 |      |      |
| ↗368 | ↘363 | ↘346 | ↗359 | ↘358 |      |      |

## Состав сельского поселения
| №  | Населённый пункт | Тип населённого пункта       | Население |
| -- | ---------------- | ---------------------------- | --------- |
| 1  | Булгакова        | деревня                      | 0         |
| 2  | Волобуева        | деревня                      | #Н/Д      |
| 3  | Волоченька       | деревня                      | 7         |
| 4  | Гаврилова        | деревня                      | 7         |
| 5  | Глотово          | село                         | 25        |
| 6  | Гнездилово       | село, административный центр | ↘342      |
| 7  | Китаева          | деревня                      | 7         |
| 8  | Коськово         | деревня                      | 1         |
| 9  | Перькова         | деревня                      | 0         |
| 10 | Покровский       | посёлок                      | 1         |
| 11 | Рагозина         | деревня                      | 0         |
| 12 | Разбегаевка      | деревня                      | 11        |
| 13 | Саморядова       | деревня                      | 8         |
| 14 | Слободка         | деревня                      | 12        |
| 15 | Успенский        | посёлок                      | 15        |